# 赫略赫略山
15°43′0″S 71°30′30″W / 15.71667°S 71.50833°W
赫略赫略山（Jello Jello），是秘魯的山峰，位於該國南部阿雷基帕大區的卡伊尤馬省，屬於安第斯山脈的一部分，處於瓦蘭坎特山東北面，海拔高度約5,220米。